# Ostwald-Viskosimeter

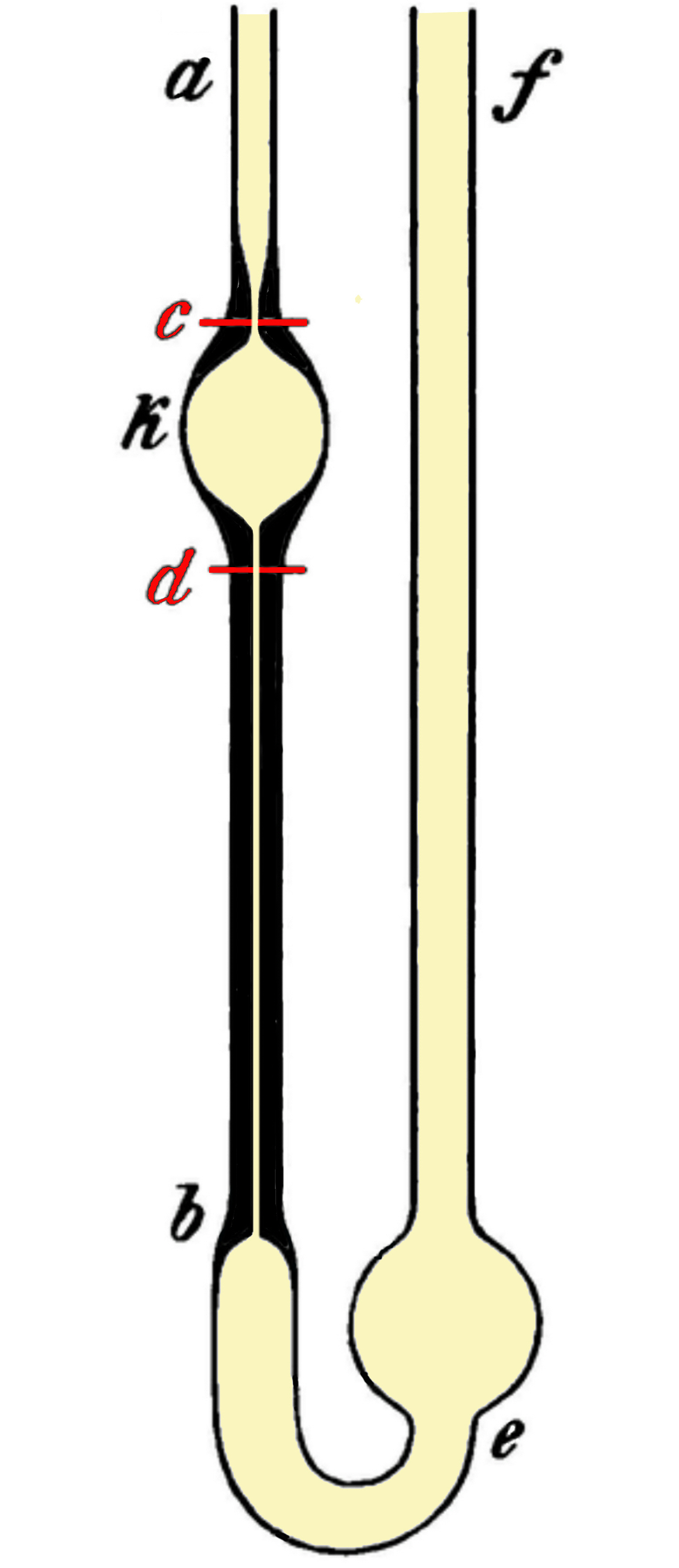
Schema eines Original Ostwald-Viskosimeters (1891)

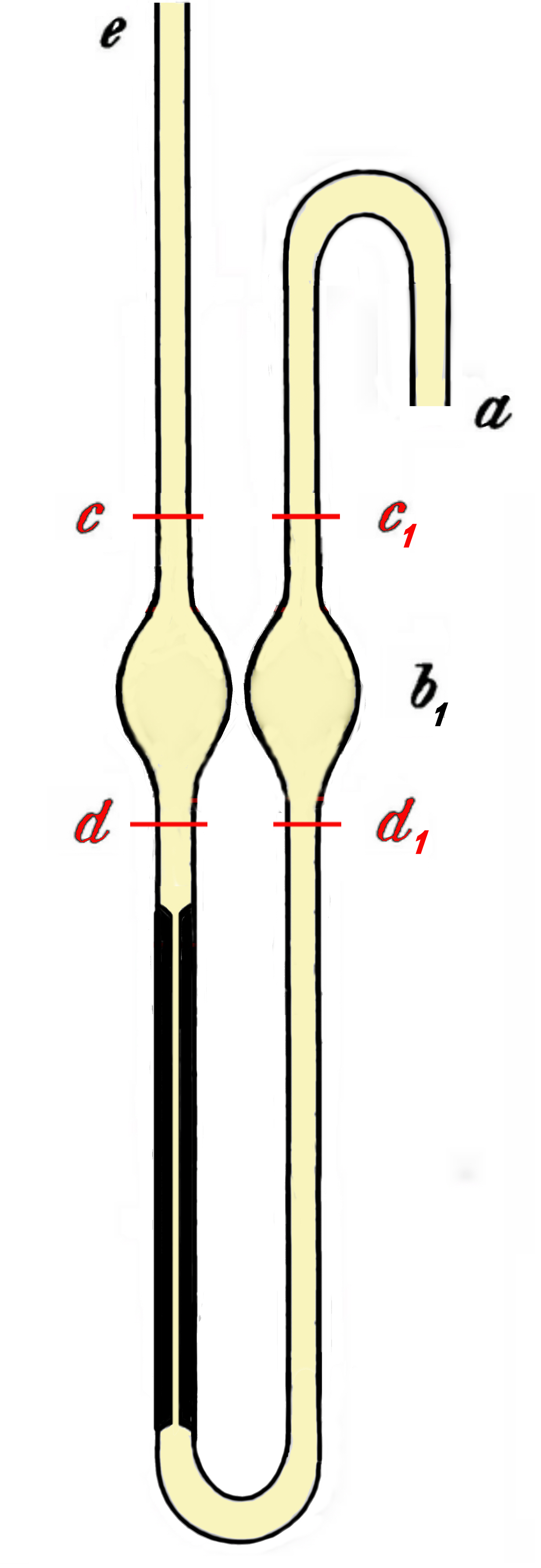
Verbessertes Modell nach Ubbelohde (1907)

Das Ostwald-Viskosimeter ist ein Gerät zur Bestimmung der dynamischen Viskosität von Flüssigkeiten in der physikalischen Chemie. Es wurde von Wilhelm Ostwald (1853–1932) entwickelt und wurde historisch auch Ostwaldscher Zähigkeitsmesser bezeichnet.
Das Ostwald-Viskosimeter gehört zu den Kapillarviskosimetern, bei denen die kinematische Viskosität {\displaystyle \nu } der Flüssigkeit bestimmt wird, indem man die Zeit misst, die ein Messvolumen benötigt, um durch eine Kapillare zu strömen. Nach dem Gesetz von Hagen-Poiseuille ist die kinematische Viskosität dann proportional zur Flusszeit t:
{\displaystyle \nu =K\cdot t}
Dabei ist K die Kapillarkonstante, die nur von der Bauart des Viskosimeters abhängt. K wird bei käuflichen Kapillarviskosimetern stets angegeben, z. B.
- Durchflusszeit 45 s,  K = 0,022
- Durchflusszeit 85 s,  K = 0,011
- Durchflusszeit 125 s, K = 0,008,

kann aber auch durch Vergleich mit einer bekannten Flüssigkeit bestimmt werden (z. B. Wasser bei 20 °C hat {\displaystyle \nu } = 1,0 cSt = 1,0 mm²/s).
Die Bestimmung der Viskositäten makromolekularer Lösungen (Variablen ohne Stern) kann auch durch Vergleich mit der Viskosität des reinen Lösungsmittels (Variablen mit Stern) erfolgen. Dann gilt mit der dynamischen Viskosität {\displaystyle \eta =\rho \cdot \nu }:
{\displaystyle \Rightarrow \eta =\rho \cdot K\cdot t}
{\displaystyle \Rightarrow {\frac {\eta }{\eta ^{*}}}={\frac {t}{t^{*}}}\cdot {\frac {\rho }{\rho ^{*}}}}
mit
{\displaystyle \eta } = dynamische Viskosität
t = Flusszeit
{\displaystyle \rho } = Dichte
Da die Dichten von Lösung und Lösungsmittel meist sehr ähnlich sind:
{\displaystyle \rho \approx \rho ^{*}\Leftrightarrow {\frac {\rho }{\rho ^{*}}}\approx 1,}
gilt näherungsweise:
{\displaystyle \Rightarrow {\frac {\eta }{\eta ^{*}}}\approx {\frac {t}{t^{*}}}}

## Verwendung
Die kalibrierten Ostwald-Viskosimeter (ISO 3105) sind wegen ihrer Einfach- und Robustheit auch heute für Routinemessungen in Form der 1907 verbesserten „Ubbelohde Kapillare“ weit verbreitet.